# Sharp, Stewart and Company
Sharp, Stewart and Company era una fabbrica di locomotive a vapore sita (inizialmente) a Manchester, Inghilterra. Venne fondata nel 1843 dopo lo scioglimento della Sharp, Roberts & Co. e trasferita a Glasgow, Scozia nel 1888 fondendola con altre due fabbriche di locomotive del posto dando luogo alla North British Locomotive Company.

## Storia

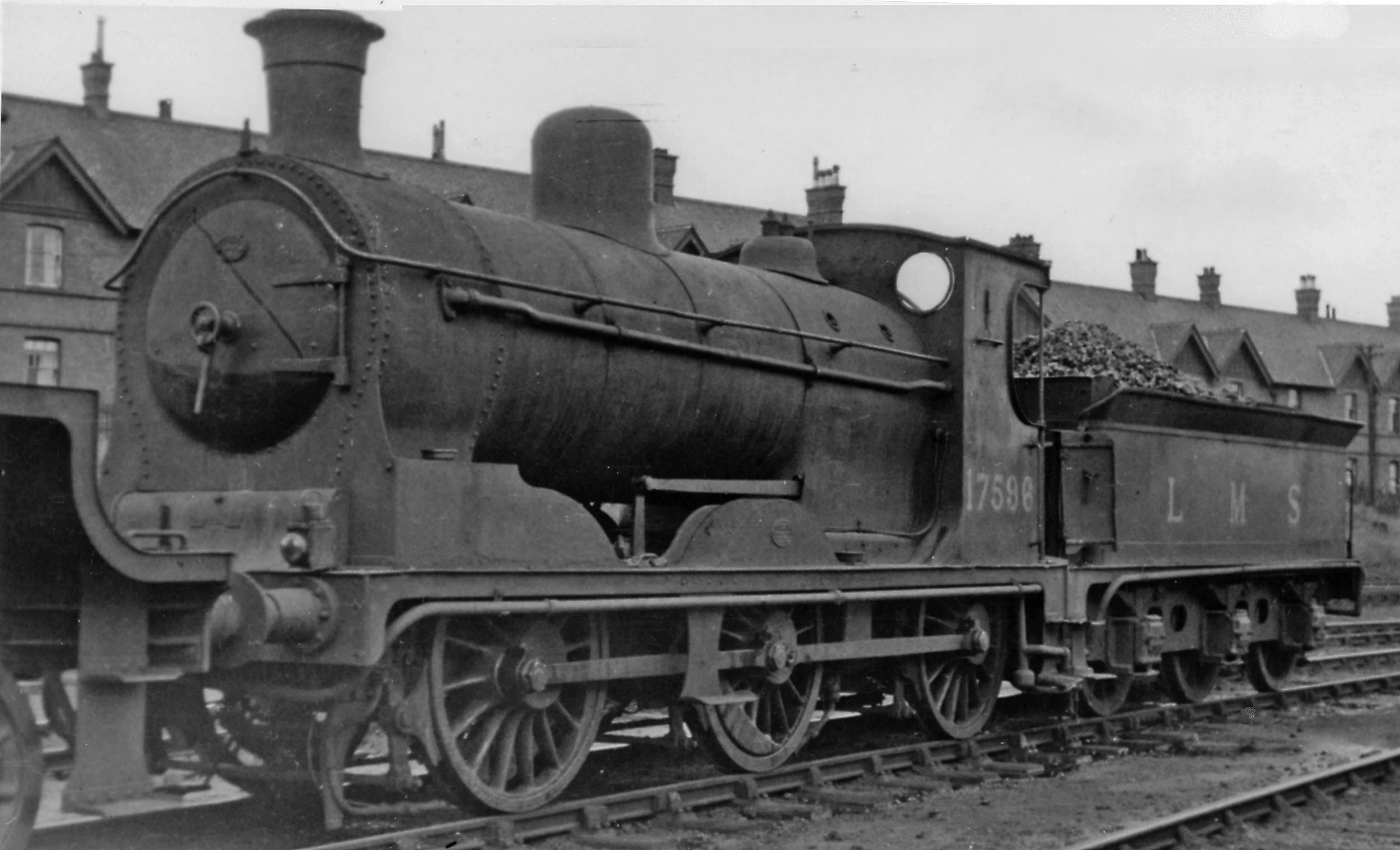
Locomotiva Class 3F; n. fabbrica 4642 del 1905

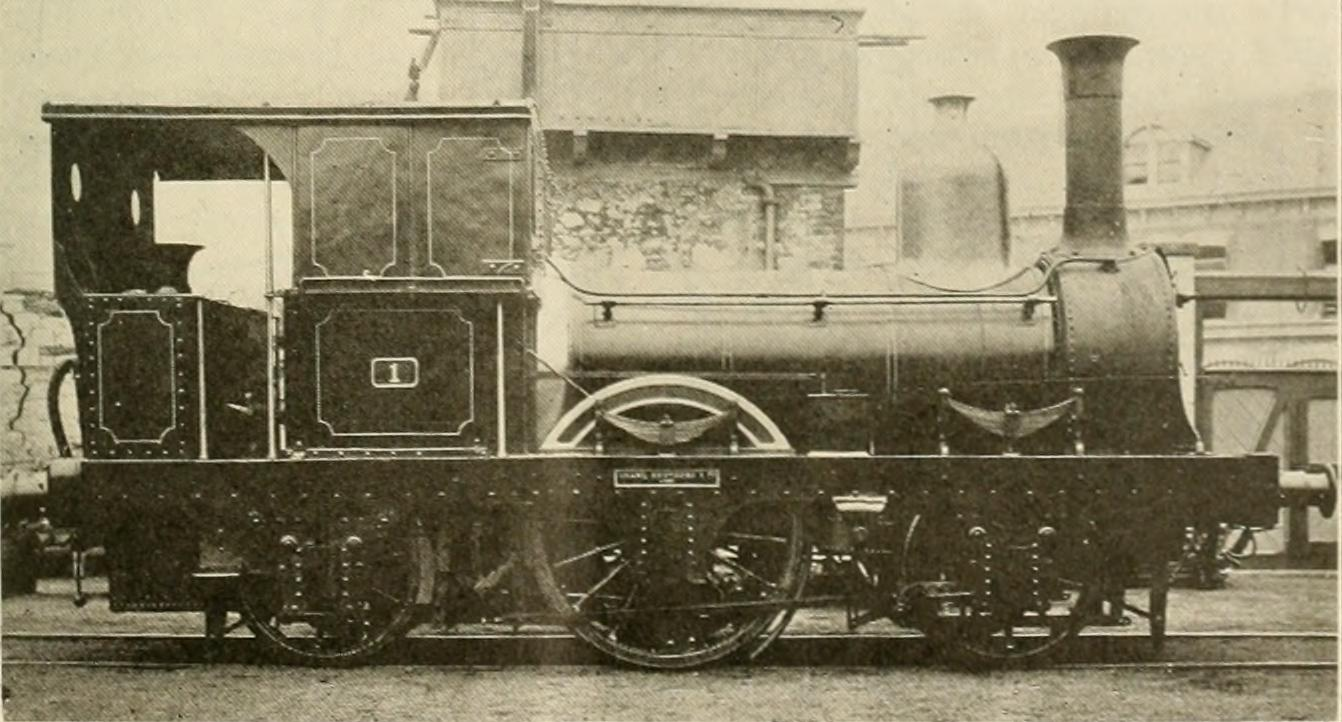
Locomotiva n. 1 della Cork, Blackrock and Tanage Railway (Irlanda); costruita nel 1850

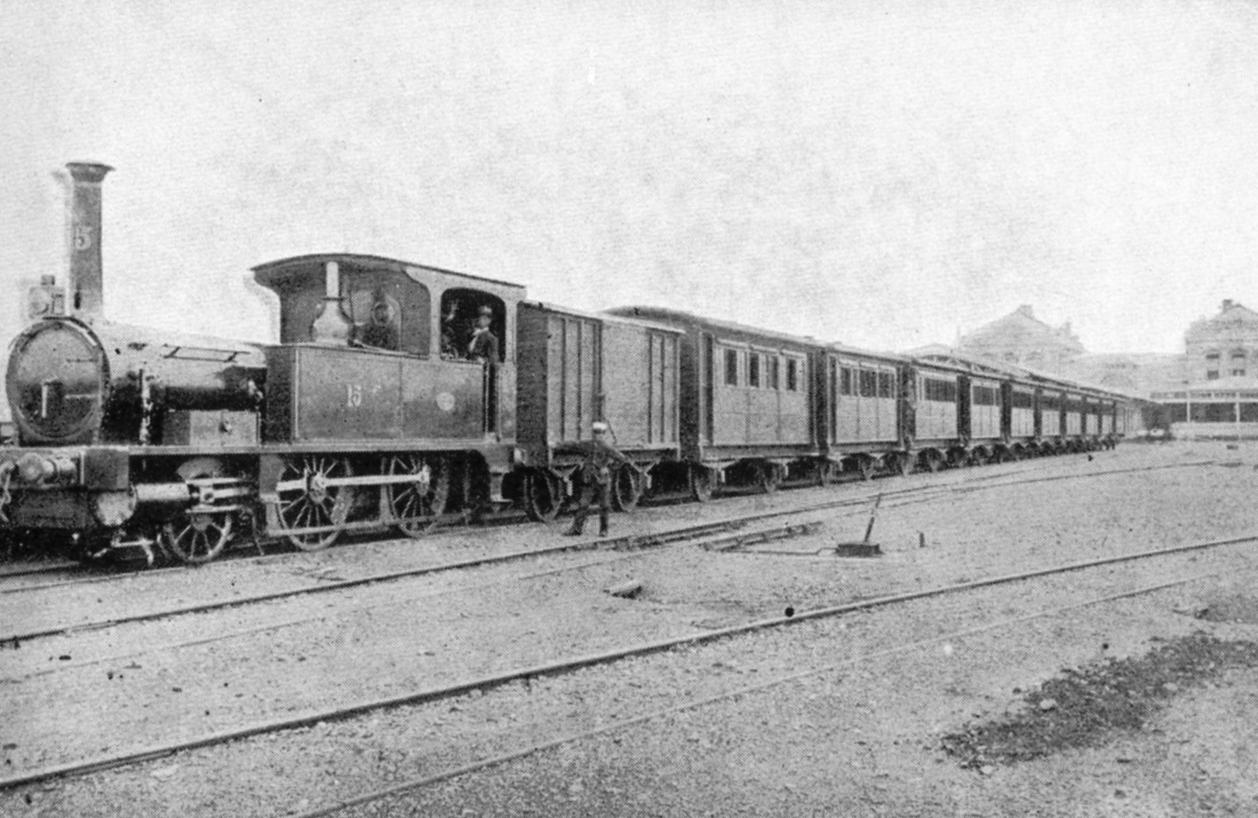
In stazione Shimbashi di Tokyo; locomotiva gruppo JGR 160 delle ferrovie statali del Giappone

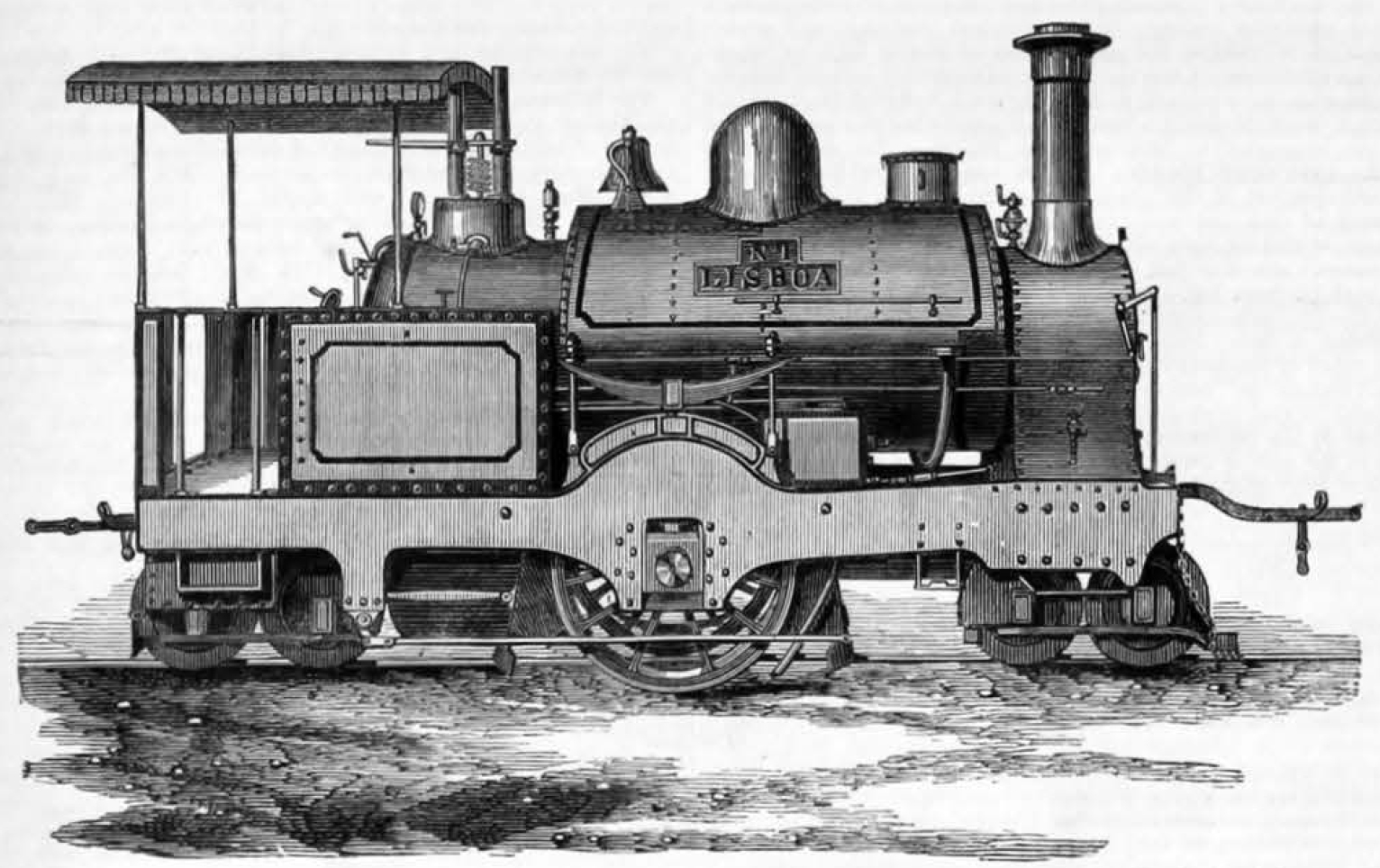
Locomotiva per Larmanjat n. 1 "Lisbona" del 1870

### Prodromi
Le origini remote della società sono individuabili nella partnership formata dal commerciante di ferro Thomas Sharp e l'ingegnere meccanico Richard Roberts che fondarono la Sharp, Roberts & Co. per intraprendere la costruzione di macchine per tessitura e attrezzi. Allo scopo, nel 1828, aprirono una fabbrica, denominata Atlas Works a Manchester.
Dopo avere costruito un certo numero di macchine a vapore, di tipo fisso, nel 1833 costruirono la loro prima locomotiva, la Experiment per la ferrovia Liverpool-Manchester. Era una macchina di rodiggio 1-1-0 con cilindri verticali sulle ruote motrici. Dopo un buon numero di modifiche, nel 1834, vennero realizzate alcune locomotive (tra cui la Hibernia) per la Dublin and Kingstown Railway. Sebbene relativamente veloci erano tuttavia troppo rigide per poter viaggiare a velocità sostenuta.
Nel 1834 Charles Beyer entrò a far parte del sodalizio e contribuì al suo successo nel settore locomotive cosicché Roberts gli affidò presto la progettazione delle nuove macchine. Una nuova, di rodiggio 1-1-1, venne messa in produzione, con cilindri orizzontali interni sotto la camera a fumo e con cuscinetti di sostegno ulteriori per l'asse motore. Circa 600 locomotive di tale tipo furono costruite tra 1837 e 1857. Dieci unità delle prime prodotte furono vendute alla Grand Junction Railway e le "Sharpies" divennero presto lo standard di comparazione per valutare i nuovi acquisti.

### Cambia ragione sociale in Sharp, Brothers and Company
Nel 1843, Roberts abbandonò l'impresa che divenne pertanto Sharp, Brothers and Company. Tra 1846 e 1848 la società fornì alla Lynn and Dereham Railway 8 locomotive di rodiggio 1-1-1 per treni passeggeri e 2 locomotive per merci, di rodiggio 0-2-1. Dal 1851 al 1853 vennero costruite per la London and North Western Railway 20 unità su disegno di James Edward McConnell, le cosiddette "Bloomers", subappaltate per la costruzione alla Wolverton railway works.

### Nasce Sharp, Stewart and Company
Nel 1852 il partner più anziano, John Sharp, cedette il posto a Charles Patrick Stewart, per cui la società cambiò ancora nome in Sharp, Stewart and Company. Anche Thomas Sharp si ritirò e fu sostituito da Stephen Robinson. Nel 1860 la società acquisì i diritti esclusivi per la costruzione dell'iniettore brevettato Giffard. Nel 1864 la società divenne a responsabilità limitata.
Una fornitura di locomotive 0-2-0 con tender, venne consegnata alla Furness Railway e nel 1862 iniziò la costruzione di locomotive più grandi iniziando con una 2-3-0 (Saddle tank) per la Great Indian Peninsula Railway. Dal 1865 vennero costruite delle 0-4-0 ancora per le ferrovie dell'India.
La società costruì anche le 16 locomotive speciali per la rete Larmanjat di Lisbona.

### Spostamento della sede a Glasgow
Sin da quando la società si occupava del commercio di metalli e macchine utensili si era evidenziata la necessità di trasferirsi cosa che venne attuata nel 1888 trasferendo tutto nelle officine della Clyde Locomotive Company a Springburn (Glasgow) e rinominandole "Atlas Works".
Nel 1889 venne costruito un certo numero di locomotive compound per la ferrovia a scartamento ridotto dell'Argentine Central Railway, alcune di rodiggio 2-2-0 e altre, 1-4-0. Nel 1892 ebbero un ordine per 75 locomotive, 2-2-0 e 0-3-0, dalla Midland Railway. Realizzarono ancora un lotto di 2-3-0 per ferrovie di altri paesi e nel 1894 ottennero il primo ordinativo della sede di Glasgow per la linea britannica Highland Railway.
Tra 1898 e 1901 la Sharp, Stewart and Company fornì 16 locomotive di rodiggio 2-3-0 e 4 unità di rodiggio 2-4-0 alle New Zealand Railways.

### La Sharp diventa North British
Nel 1903 dopo aver realizzato circa 5000 locomotive per ferrovie di ogni parte del mondo la società si fuse con la Neilson, Reid and Company e la Dübs and Company dando luogo alla North British Locomotive Company.

## Alcune locomotive preservate
| Nº fabbrica | Anno | Compagnia di immatricolazione                        | Luogo                       | Tipo   | Peso   | Stato    | Luogo di preservazione |  |
| ----------- | ---- | ---------------------------------------------------- | --------------------------- | ------ | ------ | -------- | ---------------------- |  |
| 1448        | 1863 | Furness Railway nº 20                                | Locomotion, Shildon, Durham | 0-2-0  |        | 1 435 mm | attiva                 |  |
| 2597        | 1876 | Oxelösund-Flen-Västmanlands Järnväg nº 8             | Eisenbahnmuseum Grängesberg | 0-2-1  |        | 1 435 mm | statica                |  |
|             | 1882 | Compagnie du chemin de fer de Paris à Orléans nº 340 | Città del treno             | 1-2-1  | 45,1 t | 1 435 mm | statica                |  |
| 3517        | 1889 | Darjeeling Himalayan Railway nº 18                   | India National Rail Museum  | 0-2-0T | 16 t   | 610 mm   | statica                |  |
| 3518        | 1889 | Darjeeling Himalayan Railway nº 19                   | Inghilterra                 | 0-2-0T | 16 t   | 610 mm   | marciante              |  |